# Hult Åsens naturvårdsområde
Hult Åsens naturvårdsområde är ett naturvårdsområde (sedan 1999 likställt med naturreservat) i Askims socken i Göteborgs kommun i Västergötland.
Naturvårdsområdet Hult Åsen ligger nordväst om Askims kyrka i stadsdelen Askim i södra Göteborg. Det utgörs mest av ett höjdparti som är bevuxet med tall och björk. Inom området finns flera fritidshus och uthus. Berg i dagen förekommer ofta.
Det avsattes 1994 och är 10 hektar stort. 
Området är ett kommunalt naturvårdsområde och förvaltas av Göteborgs stad, Park & natur.